# Murray Wier
Murray Neal Wier (Grandview, Iowa, 12 de desembre de 1926-Georgetown, Texas, 6 d'abril de 2016) va ser un jugador de bàsquet nord-americà que va disputar una temporada en l'NBA, a més de jugar en la NBL i la NPBL. Amb 1,75 metres d'alçada, jugava en la posició de base.

## Universitat
Va jugar durant quatre temporades amb els Hawkeyes de la Universitat d'Iowa, en les quals va obtenir una mitjana de 13,4 punts per partit. En les dues últimes temporades va liderar la Big Ten Conference en anotació, amb 15,1 i 21,0 punts per partit, respectivament. Els 21,0 punts de 1948 van suposar a més la millor marca de tota la Divisió I de la NCAA, sent la primera vegada que es reconeixia oficialment al capdavanter en anotació del país.
Aquesta temporada va batre a més el rècord d'anotació de la Big Ten, amb 272 punts, sent triat millor jugador de la conferència. Va rematar la temporada sent inclòs en el primer equip All-American.

## Professional
Va ser triat en la cinquantè sisena posició del Draft de la BAA del 1948 per Fort Wayne Pistons, però va acabar jugant amb els Tri-Cities Blackhawks durant dues temporades, en aquells anys en la NBL, la segona d'elles amb Xarxa Auerbach com a entrenador, i ja amb la fusió de la lliga amb la Basketball Association of America, que va donar origen a l'NBA. Aquesta temporada va obtenir una mitjana de 7,7 punts i 1,9 assistències per partit.
El 1950 va fitxar pels Waterloo Hawks de la NPBL, on jugaria la seva última temporada com a professional, quedant-se a viure en aquesta ciutat, on va ser director esportiu de la Waterloo East High school, durant 38 anys, 24 d'ells dirigint també a l'equip de bàsquet.

## Estadístiques en l'NBA
| Temporada regular |      |                       |       |    |     |     |     |     |      |    |     |     |     |     |      |       |        |     |      |     |     |     |     |     |
| Temporada         | Edat | Equipo                | Lliga | P  | TIT | MIN | TC  | TCA | %TC  | 3P | 3PA | %3P | TL  | TLA | %TL  | R.of. | R.DEF. | REB | ASIS | ROB | TAP | PER | FP  | PTS |
| 1949-50           | 23   | Tri-Cities Blackhawks | NBA   | 56 |     |     | 2.8 | 8.6 | .327 |    |     |     | 2.1 | 3.0 | .693 |       |        |     | 1.9  |     |     |     | 2.5 | 7.7 |
| Total             |      |                       | NBA   | 56 |     |     | 2.8 | 8.6 | .327 |    |     |     | 2.1 | 3.0 | .693 |       |        |     | 1.9  |     |     |     | 2.5 | 7.7 |

| - bgcolor="#FFFFCC" | Temporada | Edat                  | Equipo | Lliga | P | MIN | TCA | TC | 3PA | 3P | TLA | TL | R.of. | REB | ASIS | ROB | TAP | PER | FP | PTS  | %TC | %3P  | %FT | MIN | PTS | REB | AST |
| 1949-50             | 23        | Tri-Cities Blackhawks | NBA    | 3     |   | 3   | 9   |    |     | 4  | 8   |    |       | 0   |      |     |     | 4   | 10 | .333 |     | .500 |     | 3.3 |     | 0.0 |     |
| Total               |           |                       | NBA    | 3     |   | 3   | 9   |    |     | 4  | 8   |    |       | 0   |      |     |     | 4   | 10 | .333 |     | .500 |     | 3.3 |     | 0.0 |     |